# Ziyàdat-Al·lah ibn Ibrahim
Abu-Muhàmmad Ziyàdat-Al·lah (I) ibn Ibrahim (àrab: أبو محمد زيادة الله بن إبراهيم, Abū Muḥammad Ziyādat Allāh ibn Ibrāhīm) o, simplement, Ziyàdat-Al·lah I (788-838) fou el tercer emir aglàbida d'Ifríqiya (817-838).
Va succeir el seu germà Abu-l-Abbàs Abd-Al·lah (I) ibn Ibrahim.
Fou un dels més grans de la dinastia. Va fer front a la revolta més greu dels àrabs dirigida per Mansur ibn Nasr at-Tunbudhí, que dominava el castell de Tunbudha, al costat de Tunis, i al que van secundar molts caps àrabs (824) i van dominar després de diverses lluites amb resultats alterns, tot el país menys Gabes i la seva regió, però l'emir va poder sufocar la revolta amb l'ajut dels amazics del Jarid, i el cap rebel es va rendir i fou executat.
Va iniciar la conquesta de Sicília a l'Imperi Romà d'Orient el 827, enviant a l'illa el cadi de Kairuan Àssad ibn al-Furat i desviant així els guerrers cap a una empresa exterior, prenent Palerm en 831. El 829 va concedir una amnistia general a tots els antics rebels del país i des de llavors el territori va viure en pau. Entre el treballs d'obra civil més destacats cal esmentar la restauració de la mesquita de Kairuan.
Va morir el 10 de juny del 838 i el va succeir el seu germà Abu-Iqal al-Àghlab ibn Ibrahim.